# Postantibiotischer Effekt
Der postantibiotische Effekt (PAE) wurde erstmals 1944 von Bigger beschrieben und 1948 von Parker und Luse erweitert.
Unter PAE versteht man die in Stunden/Minuten gemessene Fortdauer der antibakteriellen Wirkung eines Antibiotikums nach Absinken unter die minimale Hemmkonzentration (MHK/MIC) bzw. auf nicht mehr messbare Werte in der Umgebung des Erregers.

## Mechanismus
Der PAE beruht vor allem auf einer hohen Bindungsaffinität eines Antibiotikums zu bestimmten bakteriellen Strukturen, insbesondere Proteinen. Am besten kann es mit dem Schlüssel-/Schlossprinzip verdeutlicht werden. Das Antibiotikum ist der „Schlüssel“, der genau in eine spezifische molekulare Struktur des Bakteriums („Schlüsselloch“) passt. Der PAE beruht darauf, dass der Schlüssel in der Bindungsstelle „klemmt“. Das führt zu einer langanhaltenden Funktionsstörung im bakteriellen Stoffwechsel, die auch dann noch anhält, wenn kein antibiotischer Wirkstoff mehr in der Umgebung vorhanden ist. Bekannt ist dieser Mechanismus aus der Neurophysiologie. Viele Wirkstoffe wirken an ihrem postsynaptischen Rezeptor wie der physiologische Transmitter, haben aber eine höhere Bindungsaffinität. Dadurch blockieren sie den Rezeptor, was zu verschiedensten Funktionsstörungen bis zum Totalausfall des Systems führen kann.

## Auswirkungen
Mögliche Auswirkungen des PAE auf den Erreger sind je nach Art des Antibiotikums:
- verminderte Virulenz
- verzögertes Wachstum
- Hemmung der Zellwandsynthese
- vermindertes Adhäsionspotential an die Schleimhaut
- Sensibilisierung des Wirtes, Erhöhung der Phagozytose-Rate

## Konsequenzen in der Therapie
- Nach hoher Initialdosis zur Aufsättigung aller Bindungsstellen am Zielerreger kann mit vergleichsweise niedriger Erhaltungsdosis fortgefahren werden.
- dadurch entstehen potentiell weniger unerwünschte Nebenwirkungen.
- größere Behandlungsintervalle werden möglich.
- versehentlich vergessene Einnahme einer Dosis fällt weniger stark ins Gewicht.
- Es besteht die Gefahr der Überdosierung.

## Antibiotika mit PAE
Grundsätzlich kann nur für die Kombination eines bestimmten Antibiotikums mit einem klassifizierten Erreger bei einer bestimmten Wirtsspezies ein definierter PAE angegeben werden. Auch dann können die experimentell ermittelten Zeiten beträchtlich variieren. Für nur wenige ganze Wirkstoffgruppen von Antibiotika ist ein genereller PAE in Bezug auf alle Zielerreger belegt.

### Wirkstoffgruppen
- Makrolide wie Erythromycin, Tylosin u. a.
- Tetracycline wie Doxycyclin u. a.
- Chinolon-Antibiotika wie Ciprofloxacin u. a.
- Aminoglycoside wie Gentamicin, Tobramycin u. a.

### Einzelwirkstoffe
- β-Lactam-Antibiotika verfügen in der Regel über keinen PAE (Ausnahme: Carbapeneme).
- Trimethoprim hat in Bezug auf Staphylococcus aureus einen PAE von 0,2–2,4 h, bei E. coli keinen PAE.
- Quinapristin/Dalfopristin hat in Bezug auf Staphylococcus aureus im Tiermodell einen PAE von ~10 Stunden.
- Linezolid hat in Bezug auf Staphylococcus aureus einen PAE von ~3,5 h